# تغير المناخ في الجزائر
تغير المناخ في الجزائر هو مجموعة التحولات المناخية التي تعود إلى أسباب طبيعية وأخرى بشرية، ومثلها مثل بقية البلدان الأخرى في منطقة الشرق الأوسط وشمال إفريقيا، قد تكون في الخطوط الأمامية لتأثيرات تغير المناخ حسب توقعات الخبراء. نظرًا لأن جزءًا كبيرًا من البلاد يقع بالفعل في مناطق جغرافية حارة وجافة ، بما في ذلك جزء من الصحراء، ومن المتوقع أيضا أن تزداد تحديات الوصول إلى موارد المياه والحرارة الشديدة بالفعل. في وقت مبكر من عام 2014، كان العلماء يعزون موجات الحرارة الشديدة إلى تغير المناخ في الجزائر. احتلت الجزائر المرتبة 46 بين الدول في مؤشر أداء تغير المناخ لعام 2020.

## انبعاثات غازات الاحتباس الحراري

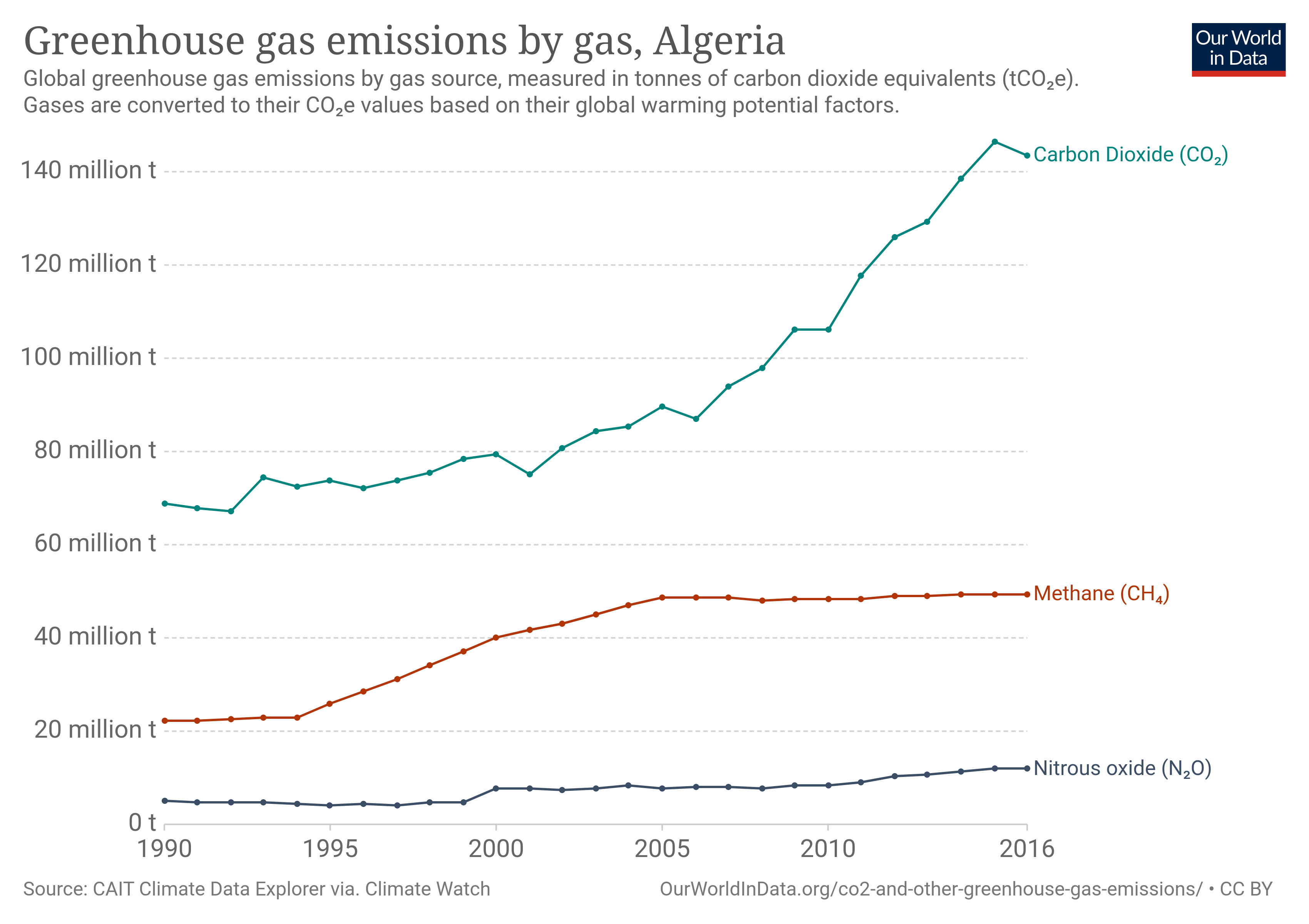
انبعاثات غازات الاحتباس الحراري في الجزائر من 1990-2016

تعد الجزائر من البلدان التي تنخفض فيها نسبة انبعاث ثاني أكسيد الكربون: حيث تنتج 4.1 طن للفرد اعتبارًا من عام 2008 ، أي أقل من المتوسط العالمي في ذلك الوقت. في ذلك الوقت، جاء 74٪ من انبعاثاتها من إنتاج الطاقة.

### موارد المياه
وفقا للبنك الدولي، تعد الجزائر دولة تعاني من ندرة المياه. علاوة على ذلك، فإن المياه الجوفية تتعرض بالفعل للاستغلال المفرط.

## التأثيرات على الناس

### التأثيرات الاقتصادية

#### زراعة
تتعرض الأراضي الزراعية والمياه بالفعل لضغوط من كل من النشاط البشري والتصحر والتعرية وفقدان الغطاء النباتي. ومن المتوقع أن يؤدي تغير المناخ إلى تسريع هذه العملية وإضعاف التربة والتنوع البيولوجي في الأراضي الزراعية. من المتوقع أن يتم تنفيذ كل جزء من الزراعة في البلاد: على سبيل المثال، يصبح الرعي على نطاق صغير، وهو شكل شائع من الزراعة، مكلفًا بشكل متزايد حيث يتعين على الرعاة حفر الآبار وشراء الأعلاف، بدلاً من استخدام الرعي.

## التخفيف والتكيف

### السياسات والتشريعات
ركزت الاستراتيجية الأولية التي وضعتها الجزائر، اعتبارًا من 2013، على أربعة مجالات: التعزيز المؤسسي والتكيف مع تغير المناخ وتخفيف انبعاثات غازات الدفيئة وبناء القدرات البشرية.
واصلت الجزائر التزامها ببروتوكول كيوتو وصدقت على اتفاقية الأمم المتحدة الإطارية بشأن تغير المناخ. ومع ذلك، وصف مؤشر أداء تغير المناخ لعام 2020 نهج سياستهم بأنه غير كافٍ لتحقيق هدف 2 درجة مئوية.